# Гинекофилия
Гинекофили́я (от греч. γυνὴ, γυναικός — женщина и греч. φιλία — влечение) — термин, употребляющийся в новейшей сексологической литературе в двух значениях.
С одной стороны, под гинекофилией понимается влечение к взрослым женщинам (в отличие от влечения к девочкам как разновидности педофилии и влечения к юным девушкам, иногда называемого эфебофилией).
С другой стороны, под гинекофилией понимается влечение к женщинам вообще, если речь идёт о влечении, которое испытывают транссексуальные люди, люди небинарных гендеров или иные лица, чей пол не вполне определён или находится в процессе изменения.